# Таглабиан
Таглабиан  или Таглабиян (азерб. Tağlabiyan) — село в Исмаиллинском районе Азербайджана.

## География
Расположено у подножий Ниалдага в 40 км к востоку от районного центра Исмаиллы.

## История
Согласно историку Сергею Муравьеву, Таглабиян возможно является античной «Тhабилака» Кавказской Албании.
В «Описание Ширванской провинции, составленное в 1820 году, по распоряжению главноуправляющего в Грузии Ермолова, генерал-майором  Мадатовым и статским советником Могилёвским», приводятся сведения об «татарском» (азербайджанском) селении Таглабианъ. Отмечается, что семьи, проживающие в селении, не платят податей и повинностей, по причине того что состоят в родстве с ханской фамилией.

## Население
В материалах посемейных списков на 1886 год приводятся сведения о численности, этническом и конфессиональном составе села. Согласно этим материалам, в Таглабианъ (название приводится по источнику) Шемахинского уезда насчитывалось 34 дыма и 360 жителей и все «татары»-сунниты (азербайджанцы-сунниты).
По результатам Азербайджанской сельскохозяйственной переписи 1921 года Таглабиан с казмой Минка входил в состав Басхальского сельского общества Шемахинского уезда.
Численность населения — 368 жителей (89 хозяйств). Из них мужчин - 182 человека а женщин - 186 человек. Преобладающей национальностью являлись азербайджанские тюрки (азербайджанцы).